# コロラド大学ボルダー校

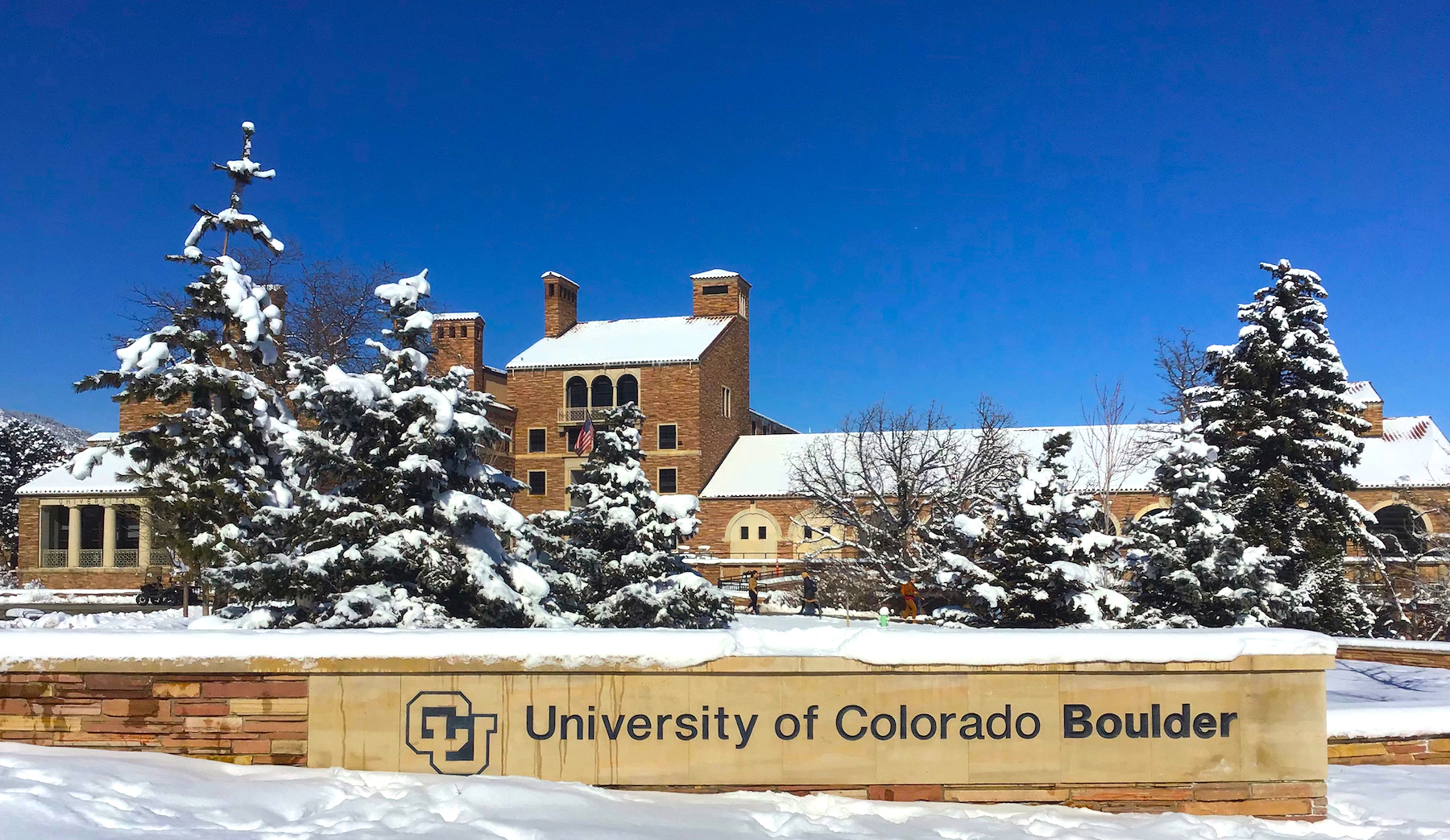
ブロードウェイ通り側の入口

コロラド大学ボルダー校（英語: University of Colorado at Boulder）は、米国コロラド州ボルダー市に本部を置くアメリカ合衆国の州立大学。1876年創立、1876年大学設置。

## 概要
州都デンバーの北西40キロメートルにあるボルダー市に位置している。ボルダー校はコロラド大学システム3校の中で旗艦校に位置付けられている。カリフォルニア大学群の略称がUCなのでコロラド大学はCUを用いる。フォートコリンズにあるコロラド州立大学（Colorado State University; CSU）とは別組織である。但し、大学設置自体はコロラド州立大学の方が6年早い。
教養学部、工学･応用科学部、理学部、建築学部、教育学部、情報学部、音楽学部、経済学部、法科大学院など150の学位課程に約3400専攻領域が設けられており、ボルダー校だけでも2019年秋時点で3万5千人余りの学生が在籍している（学部課程29,624人、大学院課程5,904人）。他にコロラド大学システムに属するのは、医学部、薬学部、教育大学院、公共政策大学院などを有するデンバー校（CU-Denver & Anschutz; 学生数約19,000名）とコロラドスプリングス校（CUCS; 学生数約12,000人）である。すなわちコロラド大学システムに属する学生総数は約66,000人に及ぶ。

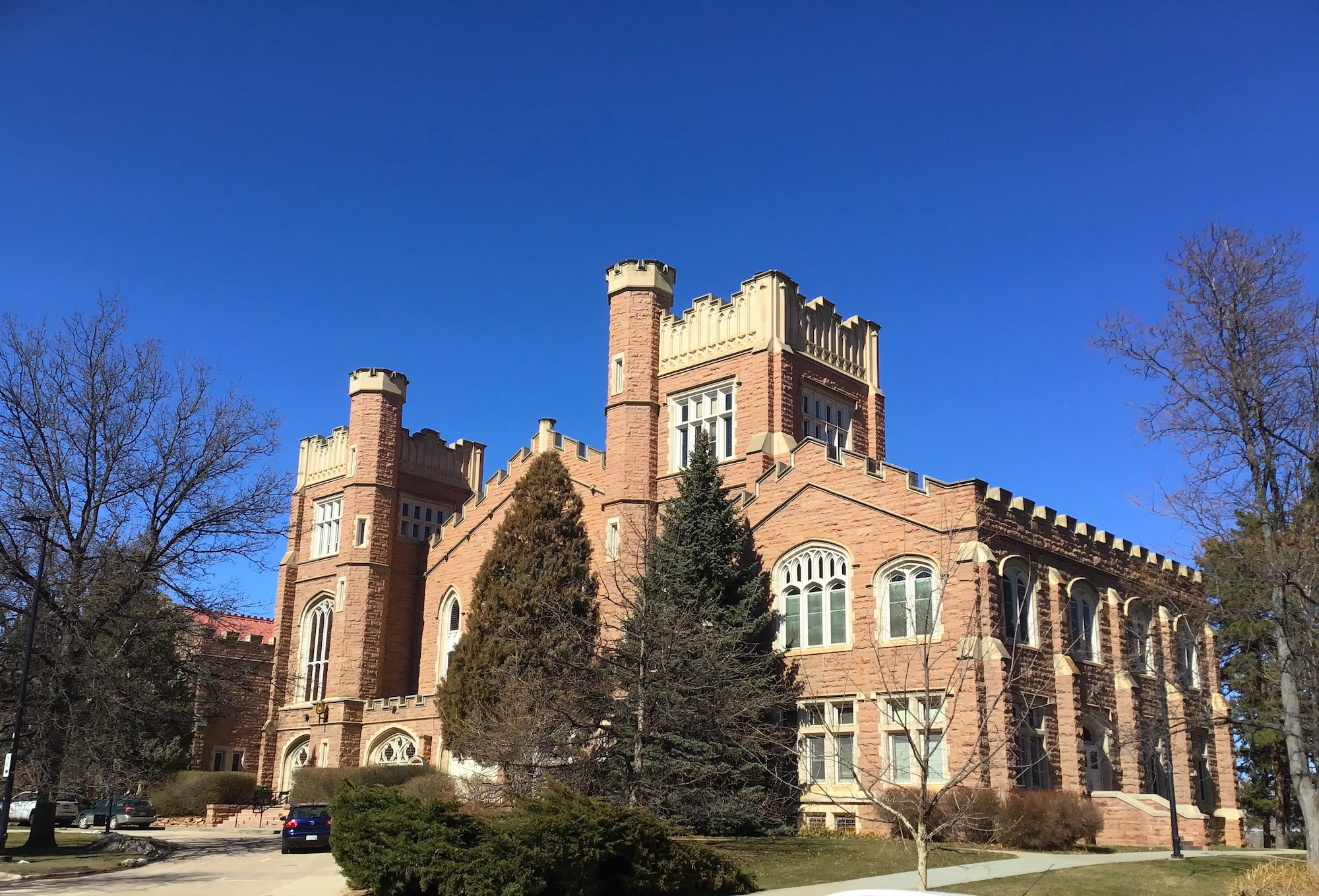
1910年頃に建てられたMacky Auditoriumは主に音楽学科のコンサートホールとして使われている

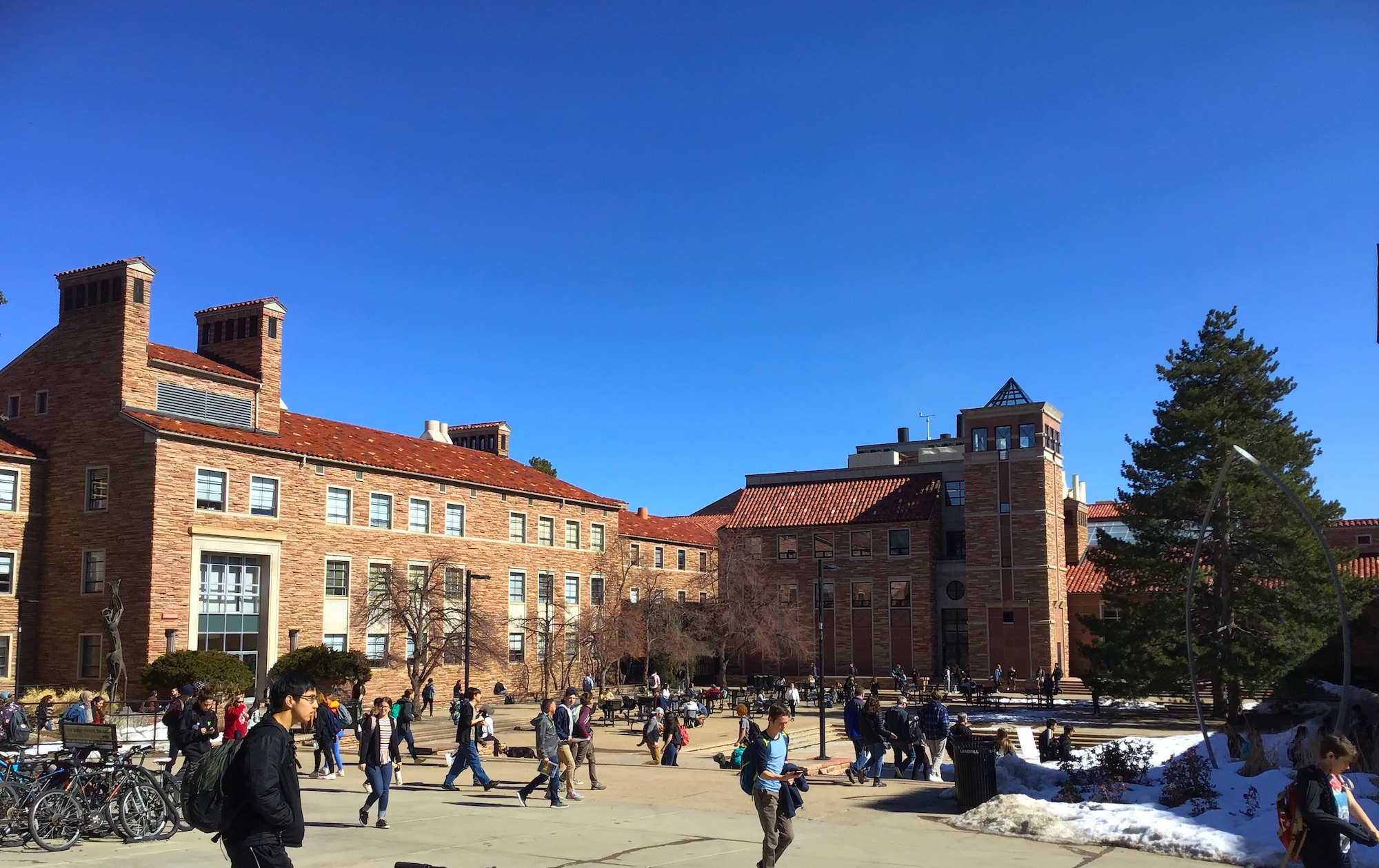
メモリアルホール付近

アメリカ西部〜南部の州は東海岸諸州に比べて面積が広く、コロラド州だけで北海道を除く日本の総面積に匹敵する。このためコロラド大学のように旗艦校を置いて別キャンパスを付属、あるいは独立運営させることがある（アリゾナ大学群やカリフォルニア大学群、テキサス大学群、フロリダ大学群など）。また、ボルダー校はロッキー山脈の東山麓に位置し、特に景色が美しい大学としても知られている。ボルダーは市街地の拡大抑制政策をとってきたため、州都デンバーと比較して住居費が高い。デンバーからの通勤ラッシュを緩和するため、段階的に市街地拡大抑制政策を緩めている。

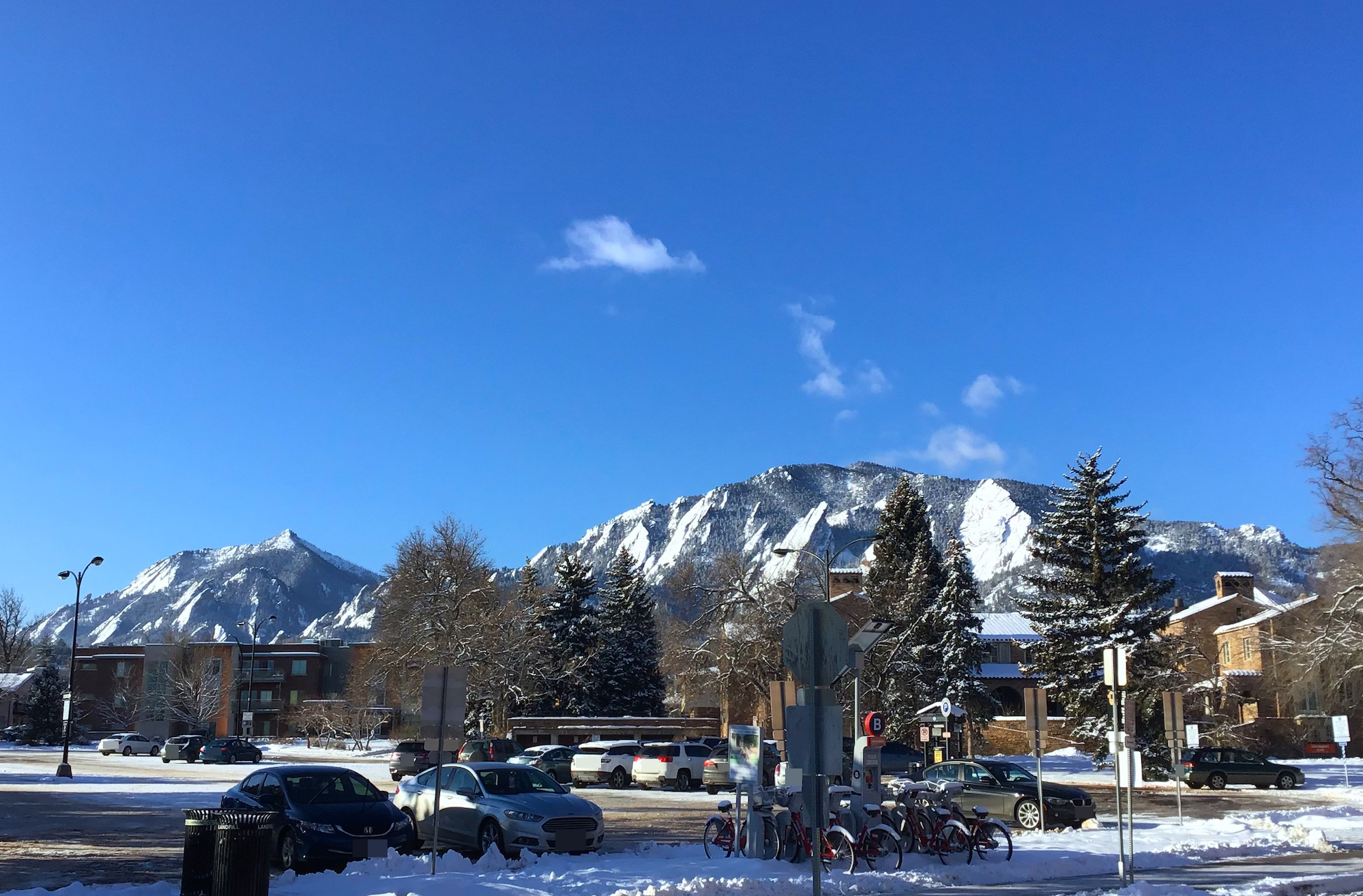
キャンパスから見たロッキー山脈

コロラド大学ボルダー校は、東部のハーバード大学やMIT、西部のカリフォルニア大学バークレー校、スタンフォード大学を始めとする全米６０校とカナダ２校（トロント大学、マギル大学）の名門大学で構成するアメリカ大学協会のメンバーであり、高水準の研究型教育を提供する最重要公立大学の一つとして位置付けられている。アメリカ東部の名門私立大学群（アイビーリーグ）８校に対して、ワシントン大学（シアトル）、アリゾナ大学ツーソン校、カリフォルニア大学群６校と共にパブリック・アイビー西地区９校の一つである。
モンゴル国大統領ツァヒアギーン・エルベグドルジ、リベリア共和国大統領エレン・ジョンソン・サーリーフ（いずれも平成27年7月の時点において現職）のほか、連邦最高裁判所判事、連邦議会議員を数多く輩出している。

### 博物館
コロラド大学自然史博物館（University of Colorado Museum of Natural History）はロッキー山脈地帯で最も大きな自然史博物館の1つである。
主に人類学、植物学、古生物学、昆虫学、動物学の領域を扱っている。一般向けの展示施設は入館料無料で見学ができる。

## 学問
コロラド大学ボルダー校は幾つかの学部・学科によって構成されているが、教養学部（the College of Arts and Sciences）が学生数規模は最も大きく、工学･応用科学部（the College of Engineering and Applied Sciences）、建築学部、教育学部、情報学部、音楽部、経済学部、法科大学院などがある。そのほとんどの学部において研究型大学院を備えている。また、学部課程では150の学科から約3400のコースを選ぶことができる。
2019年12月時点でノーベル生理学・医学賞受賞者2名、化学賞2名、物理学賞7名、平和賞2名の計13名を輩出している。デービッド・ワインランド（2012年物理学賞）、ジョン・ホール（2005年物理学賞）、エリック・コーネル（2001年物理学賞）、カール・ワイマン（2001年物理学賞）、トーマス・チェック（1989年化学賞）が現職教授として在職している。CRISPR/Cas9に関する研究で、2020年にノーベル化学賞を受賞したジェニファー･ダウドナ（現カリフォルニア大学バークレー校）はトーマス・チェックの下でポスドクを経験している。
工学部では航空宇宙工学が有名で国際宇宙ステーションの開発に携わっており、これまで20人の宇宙飛行士を輩出している。日本人初の宇宙飛行士であるエリソン・オニヅカ（チャレンジャー号爆発事故で殉職）や、トム･ハンクス主演の映画「アポロ13」で知られるアポロ13号に搭乗した3名のうち、ジャック・スワイガートは卒業生である。東キャンパスには大気宇宙物理学研究所やアメリカ国立太陽天文台などもあり、この分野においては超名門校である。

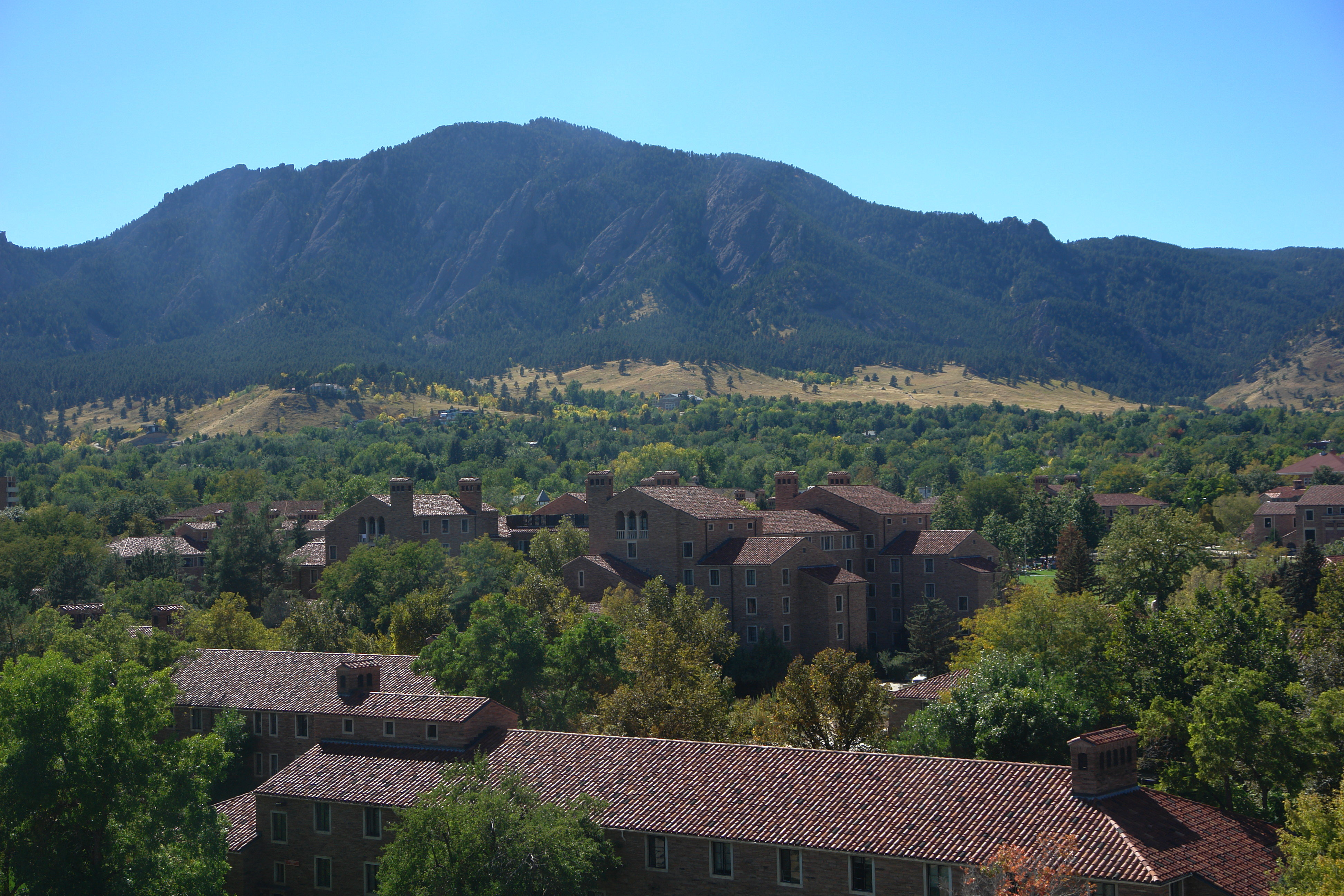
工学部

## ランキング

### 主要世界大学ランキング
- THE世界大学ランキング: 第100位（2018年度）[1]
- QS世界大学ランキング: 第182位（2018年度）[2]
- 世界大学学術ランキング: 第43位（2017年度）[3]

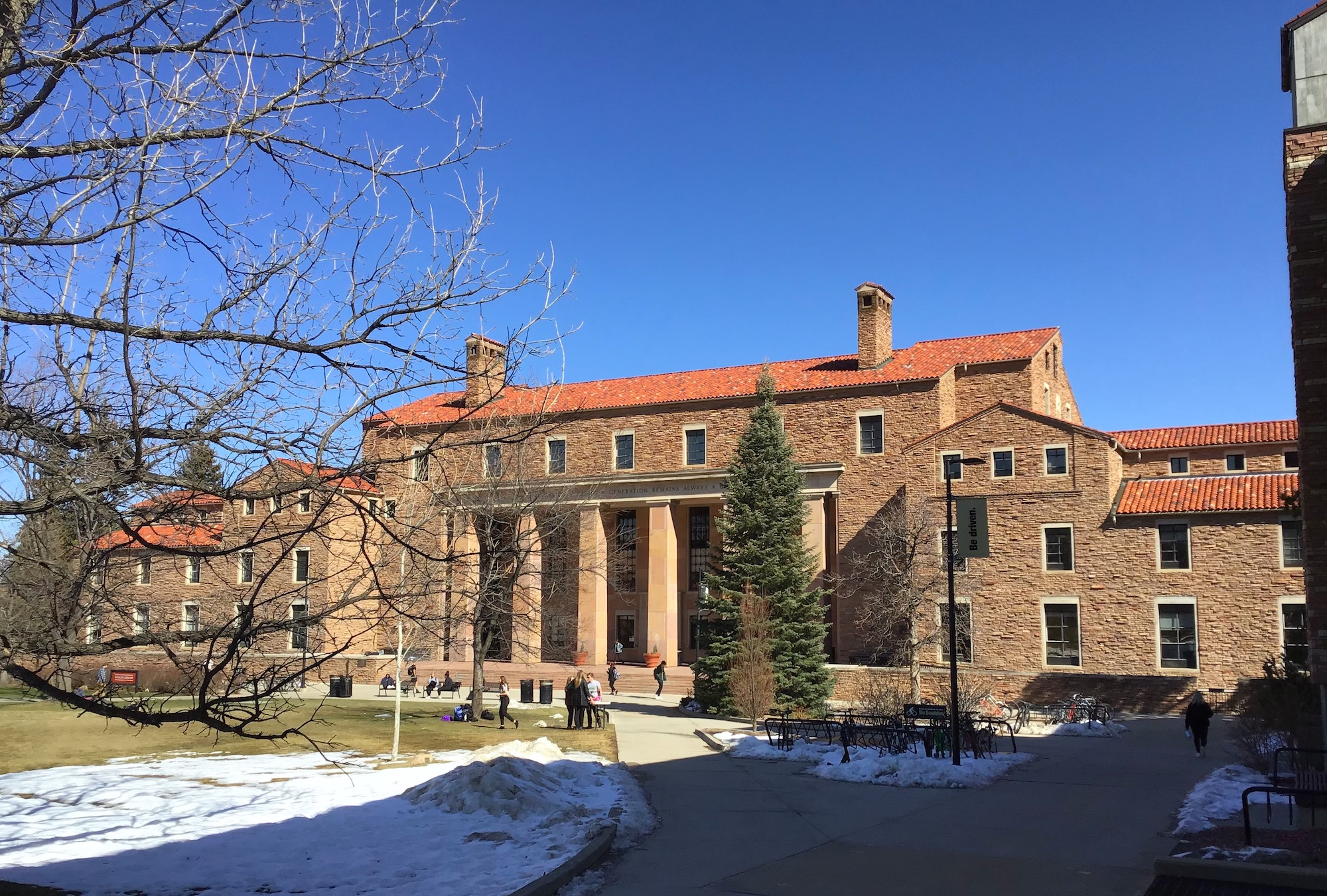
図書館北側

- 図書館北側CWUR世界大学ランキング: 第69位（2017年度）[4]

### U.S.News & World Report大学ランキング

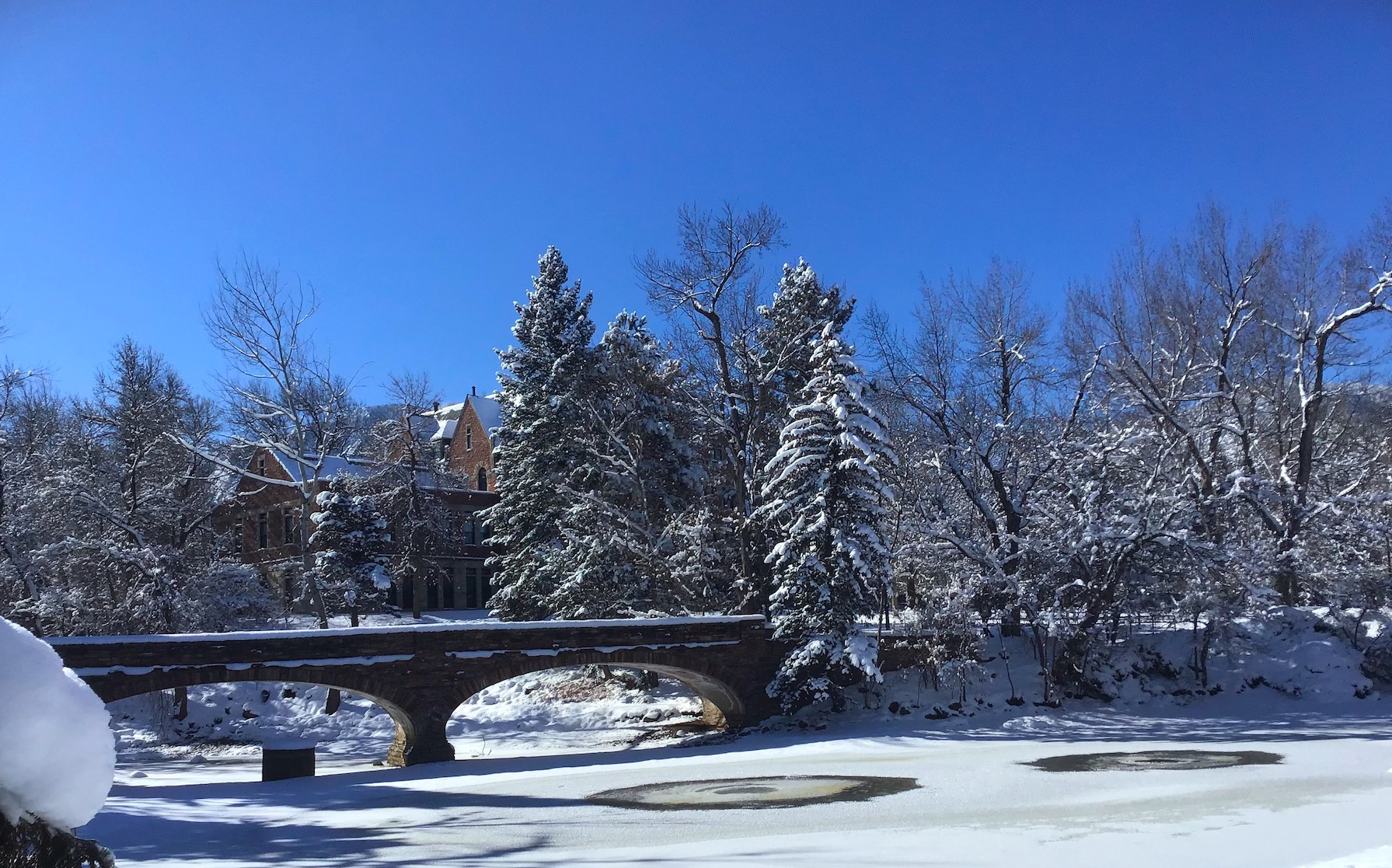
Varsity Lake

- Varsity Lake世界大学ランキング: 第44位（2018年度）[5]

- 全米大学総合ランキング：第90位（2018年度）[6]
- 全米州立大学ランキング: 第39位（2018年度）

US NEWS主要研究課程ランキング(2019)
- 工学部: 第26位（航空宇宙(12), 環境(17), 化学(17), 土木(23), 電気(35), 機械(35), 計算機(36), 材料(46)）
- 計算機科学部: 第40位
- 物理学部: 第14位
- 化学部: 第24位
- 生物学部: 第33位
- 数学部: 第47位
- 経済学部: 第50位
- 政治学部: 第40位
- 英語学部: 第35位
- 歴史学部: 第38位
- 心理学部: 第26位
- 社会学部: 第42位
- 地球科学部: 第19位
- 聴能学部: 第17位

#### 専門大学院
- 経営学大学院(MBA): 第65位
- 法科大学院: 第46位
- 教育学大学院：第29位

## 校内バス
校内バスは the Buff Busと呼ばれ、校内から学校寮、ボルダーの市内を走るバスが利用できる。

### ナイト・ライド（Night Ride）
ナイト・ライド(Night Ride)とは、1985年から行われるようになったサービス。学生、教授等の大学関係者向けの無料の夜間エスコートサービスが利用できる。

## スポーツ
コロラド大学のスポーツ・チームは、バッファローズ(Buffaloes)と呼ばれ、NCAAのディビジョン I（フットボールはディビジョンI-A）のパシフィック12カンファレンスに2011年より所属している。それ以前はビッグ12カンファレンスに所属していた。なお2024年からはビッグ12に復帰する予定。
ボルダーの標高は海抜1650m前後であり、高所トレーニングのメッカとしても知られる。シドニー五輪マラソン金メダリストの高橋尚子やミュンヘン五輪マラソン金メダリストのフランク･ショーターは長期間この町に滞在していた。コロラド大学ボルダー校は、これまで陸上長距離走やクロスカントリースキー、自転車競技などの持久系スポーツで多くの五輪選手を輩出している。

## 姉妹校
- 千葉工業大学（Chiba Institute of Technology）

## 著名な出身者
主要記事：w:List of University of Colorado Boulder alumni
- アラン・ケイ：計算機科学者
- スティーブ・ウォズニアック：Apple共同創業者
- エレン・ジョンソン・サーリーフ：現リベリア共和国大統領
- シドニー・アルトマン：生物学者(1989年のノーベル化学賞受賞)
- リチャード・ファルド：リーマン・ブラザーズ現会長兼CEO
- ロバート・レッドフォード：俳優（中退）
- ハーバート・クレーマー：物理学者
- デイヴ・グルーシン：ミュージシャン
- グレン・ミラー：ミュージシャン
- クリストファー・メローニ（Christopher Meloni）：俳優
- トレイ・パーカー：「サウス・パーク」のクリエイター
- マット・ストーン：「サウス・パーク」のクリエイター
- ダルトン・トランボ：脚本家
- ヘイル・アーウィン：プロゴルファー
- タイラー・ハミルトン（Tyler Hamilton）：自転車選手
- ジェームズ・ネイスミス：バスケットボールの考案者
- チャンシー・ビラップス：バスケットボール選手
- フィリップ・ベイリー：ミュージシャン
- 稲田修一：早稲田大学教授